# لاس رگراس
لاس رِگِراس دهستانی در استان آستوریاس اسپانیا است.
در این دهستان ۲٬۰۹۷ نفر زندگی می‌کنند. مساحت این دهستان ۶۵٫۸۵ کیلومتر مربع است.